# ターモー・ペニケット
ターモー・ペニケット（Tahmoh Penikett、1975年5月20日 - ）はカナダ出身の俳優。

## 人物
1975年にカナダのユーコン準州ホワイトホースに生まれる。父親は1985年から1992年までユーコン州知事を務めたトニー・ペニケットである。
2002年に『スターゲイト SG-1』に端役でゲスト出演したのを歯切りに人気テレビシリーズへ出演しており、特に『GALACTICA/ギャラクティカ』におけるカール・C・アガソン役や『ドールハウス』のポール・バラード役で知られている。

## 主な出演作品

### 映画
| 公開年 | 邦題 原題                                                      | 役名                   | 備考 |
| ------ | -------------------------------------------------------------- | ---------------------- | ---- |
| 2005   | サイレンス Hush                                                | ノア・ハミルトン       |      |
| 2007   | ブライアン・シンガーの トリック・オア・トリート Trick 'r Treat | ヘンリー               |      |
| 2010   | リバーワールド Riverworld                                      | マット・エルマン       |      |
| 2011   | ジャバウォック 天空の龍神と雷斬りの剣 Jabberwock               | フランシス             |      |
| 2012   | ビッグ・タイム Big Time Movie                                  | エージェントA          |      |
| 2013   | マン・オブ・スティール Man of Steel                            | ジェッド・ユーバンクス |      |

### テレビドラマ
| 公開年      | 邦題 原題                                         | 役名                                | 備考         |
| ----------- | ------------------------------------------------- | ----------------------------------- | ------------ |
| 2002        | スターゲイト SG-1 Stargate SG-1                   | レプリケーター                      | 1エピソード  |
| 2002        | ダークエンジェル Dark Angel                       | 警官                                | 1エピソード  |
| 2004 - 2007 | ヤング・スーパーマン Smallville                   | ウェス・キーナン/ヴィンス・デイビス | 3エピソード  |
| 2004 - 2009 | GALACTICA/ギャラクティカ Battlestar Galactica     | カール・C・アガソン"ヒロ"           | 64エピソード |
| 2010        | ヒューマン・ターゲット Human Target               | ピート                              | 1エピソード  |
| 2011        | ヘイヴン -謎の潜む町- Haven                       | サイモン・クロッカー                | 1エピソード  |
| 2011 - 2012 | THE KILLING/キリング The Killing                  | グレッグ・リンデン                  | 2エピソード  |
| 2009 - 2010 | ドールハウス Dollhouse                            | ポール・バラード                    | 27エピソード |
| 2012        | リーガルに恋して Fairly Legal                     | マーク・エリソン                    | 1エピソード  |
| 2012        | ARROW/アロー ARROW                                | ニック・サルバティ                  | 1エピソード  |
| 2012 - 2014 | コンティニアム CPS特捜班 Continuum                | ジム・マーティン                    | 5エピソード  |
| 2012        | キャッスル 〜ミステリー作家は事件がお好き Castle  | コール・マドックス                  | 2エピソード  |
| 2013 - 2014 | スーパーナチュラル Continuum                      | ガドリエル / エゼキエル             | 6エピソード  |
| 2014        | クリミナル・マインド FBI行動分析課 Criminal Minds | マイケル・ヘイスティングス          | 1エピソード  |
| 2014        | REIGN/クイーン・メアリー Reign                    | ジョン・プレボ                      | 1エピソード  |
| 2018        | オルタード・カーボン Altered Carbon               |                                     |              |

### 声の出演
- ニード・フォー・スピード カーボン "Need for Speed: Carbon" (2006) - ダリウス
- ジャスティス・リーグ:ゴッド&モンスター "Justice League: Gods& Monsters" (2015) - スティーブ・トレバー